# Старомунасіповська сільська рада
Старомунасі́повська сільська рада (башк. Иҫке Монасип ауыл советы, рос. Старомунасиповский сельский совет) — муніципальне утворення у складі Бурзянського району Башкортостану, Росія. Адміністративний центр — присілок Новомунасіпово.

## Історія
12 грудня 1986 року адміністративний центр сільради був перенесений із присілка Старомунасіпово. 1980 року у складі сільради був ліквідований присілок Аралбаєво.

## Населення
Населення — 1375 осіб (2019, 1434 в 2010, 1580 в 2002).

## Склад
До складу поселення входять такі населені пункти:
| Населений пункт           | Населення, осіб (2002) | Населення, осіб (2010) |
| ------------------------- | ---------------------- | ---------------------- |
| Набієво, присілок         | 555                    | 472                    |
| Новомунасіпово, присілок  | 352                    | 327                    |
| Старомунасіпово, присілок | 683                    | 635                    |